# 吉田宏晢
吉田 宏晢（よしだ こうせき／ひろあき、1935年2月25日 - ）は、日本の仏教学者で、真言宗の僧侶、大正大学名誉教授、川崎大師教学研究所相談役。真言宗智山派菩提院結衆、集議。埼玉県本庄市栗崎の宥勝寺住職。

## 来歴・人物
埼玉県生まれ。1953年埼玉県立熊谷高等学校卒業、1961年東京大学文学部哲学科卒業、1971年同大学大学院人部科学研究科印度哲学科博士課程満期退学、1973年大正大学仏教学部専任講師、1980年助教授、1983年教授、1991年「空海思想形成過程の研究」で、文学博士（早稲田大学）の学位を取得。1997年大正大学大学院研究科長、2005年大正大学を定年退任、名誉教授。2009年同大学常任理事。
1997年密教学芸賞受賞、1999年比較思想学会会長、2003年日本密教学会理事長、2004年真言宗智山派伝法院長、2005年地球システム倫理学会副会長、2007年密教教化賞受賞。2020年第32回中村元東方学術特別顕彰。

## 著作リスト
- 『空海思想の形成』（春秋社、1993年）

共著編
- 『仏教の真・善・美・聖 (エピステーメー叢書)』編（朝日出版社、1980年）
- 『仏教と事的世界観 (エピステーメー叢書)』廣松渉共著（朝日出版社、1979年）
- 『浄土仏教の思想 第7巻「永観」大谷旭雄「珍海」坂上雅翁「覚鑁」吉田宏晢（講談社、1993年）
- 『佛智慧と教え』編 青史出版 2000

### 訳
- 『国訳秘密儀軌 第24巻 国訳仏説陀羅尼集経巻第1-第6』(遠藤祐純,福田亮成共訳) 国書刊行会 1974
- 『弘法大師空海全集 第3巻 思想篇 3 大日経開題(法界浄心) 』訳注 ほか27編 筑摩書房 1984
- 『続・真言宗1分3分5分法話事例別集成』頼富本宏共監修 四季社 2005
- 『傍訳弘法大師空海　大日経開題』宮坂宥勝監修 編著 四季社 2009
- 『傍訳　弘法大師空海　梵網経開題』宮坂宥勝監修 金岡秀友,遠藤祐純共編著 四季社 2010
- 『傍訳弘法大師空海 釈論指事』監修　宮坂宥勝（四季社、2010年）

### 論文
- CiNii>吉田宏晢
- INBUDS>吉田宏晢